# Canadian
Canadian (anglicky Canadian River tj. Kanadská řeka) je řeka protékající státy Nové Mexiko, Texas a Oklahoma v USA. Je přibližně 1500 km dlouhá. Povodí má rozlohu 124 000 km².

## Průběh toku
Pramení na horském hřbetu Sangre de Cristo ve Skalnatých horách. Protéká Velkými a Centrálními rovinami. Ústí zprava do Arkansasu.

## Vodní stav
V průběhu roku vodní stav silně kolísá. Nejvyšší je na jaře. Průměrný roční průtok vody činí 177 m³/s.

## Využití
Využívá se na zavlažování.